# Visvaldas Kulbokas
Visvaldas Kulbokas (né le 14 mai 1974) est un prélat lituanien de l'Église catholique romaine et un diplomate au service du Saint-Siège. Il est nonce apostolique en Ukraine depuis 2021.

## Premières années
Né à Klaipėda, Visvaldas Kulbokas est diplômé de l'école locale en 1992, puis est entré au séminaire des prêtres Telšiai Vincentas Borisevičius (en). De 1994 à 2004, il a étudié à Rome, en Italie, à l'Université pontificale de la Sainte-Croix, où il a obtenu un doctorat en théologie (2001) et une licence en droit canonique (en) (2004). Au cours de ses études, il a été ordonné prêtre (en) pour le diocèse de Telšiai par l'évêque diocésain Antanas Vaičius (en) le 19 juillet 1998.

## Service diplomatique
Pour se préparer à une carrière diplomatique, il entre à l'Académie pontificale ecclésiastique en 2001.Il a rejoint le service diplomatique du Vatican le 1er juillet 2004 et a été secrétaire de la nonciature au Liban (2004-2007). En 2007-2009, il a été employé de la nonciature aux Pays-Bas et en Russie (2009-2012). De 2012 à 2020, il a travaillé à la Section pour les relations avec les États (en) de la Secrétairerie d'État du Saint-Siège. De 2020 à 2021, il a été conseiller à la nonciature au Kenya.

## Nonce
Le 15 juin 2021, le pape François l'a nommé archevêque titulaire de Martanae Tudertinorum (de) et nonce apostolique en Ukraine (en). 
Kulbokas a reçu sa consécration épiscopale le 14 août 2021 dans la basilique cathédrale Saint-Stanislas et Saint-Ladislas de Vilnius des mains du cardinal Pietro Parolin, avec les archevêques Petar Rajič, Gintaras Grušas et Algirdas Jurevičius comme co-consécrateurs.